# Château de Hautepenne
Le château de Hautepenne, ou de Haultepenne, est un château situé à Gleixhe, dans la commune belge de Flémalle. 

## Description

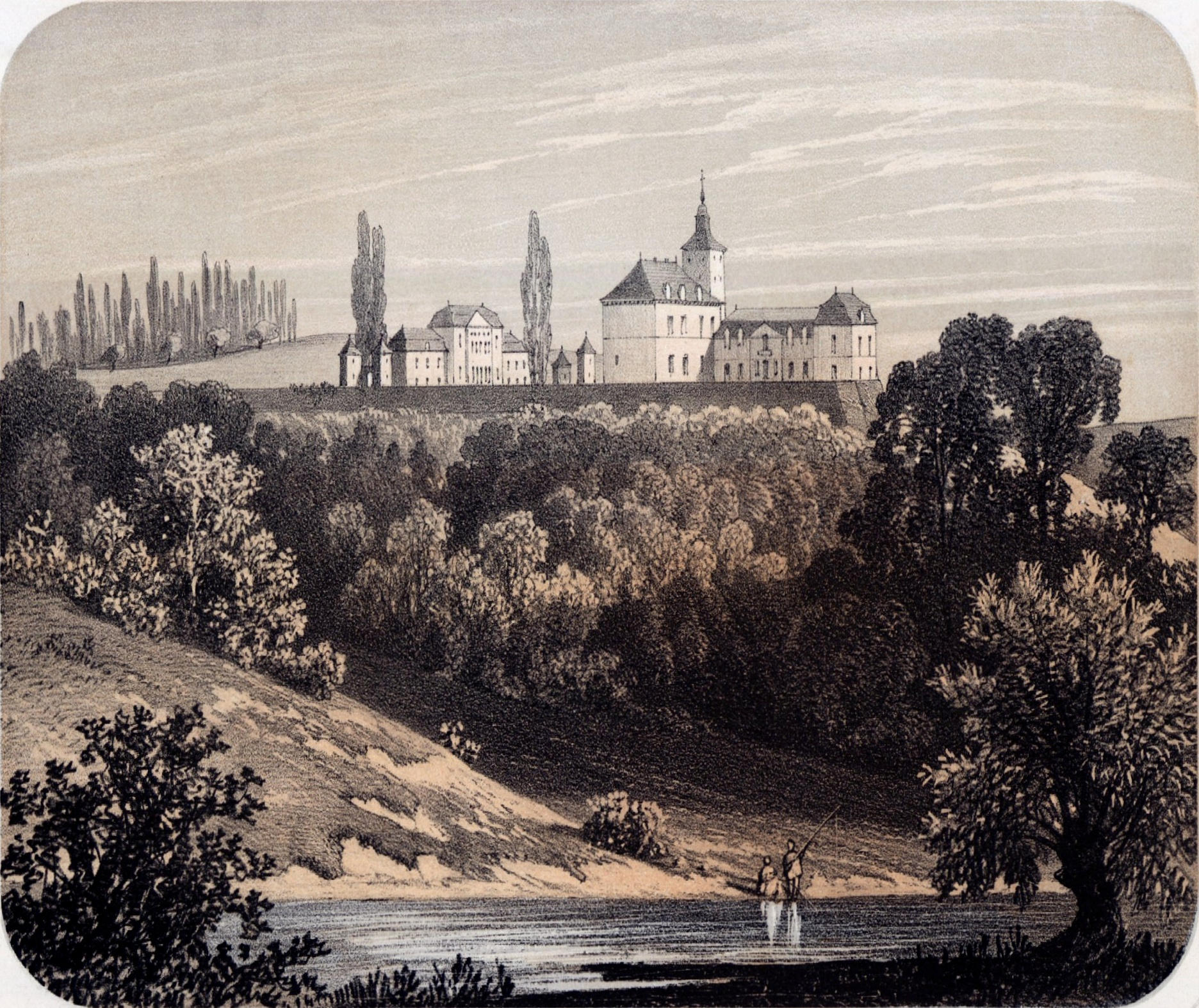
Lithographie représentant le château de Haultepenne

Implanté dans un site boisé et escarpé de 120 hectares, le château de Haultepenne est campé sur une assiette cernée de hauts murs de soutènement à l'ouest et au nord, est bordé à l'est d'un jardin disposé en terrasses. Les bâtiments, de style mosan et datant des XVIIe et XVIIIe siècles, sont disposés en L autour d'un donjon du XIVe siècle. La façade Louis XV (partie blanche) forme un angle droit avec le bâtiment de style Renaissance (partie rouge), lui-même accolé au donjon. En face se trouve la demeure de style Renaissance, construite sous l'ère d'Arenberg, en même temps que la partie blanche.

## Histoire

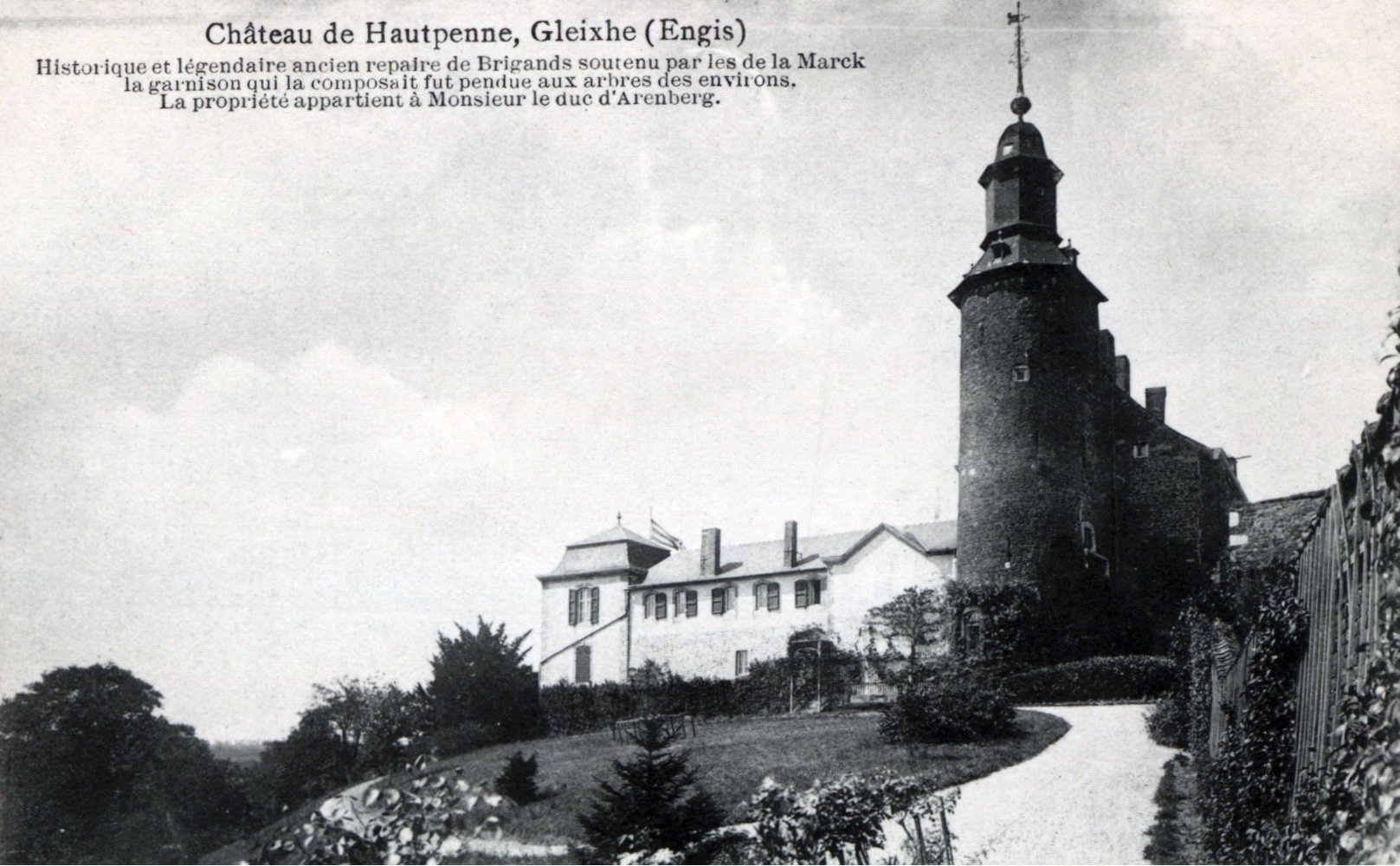
Château de Haultepenne

Le donjon, la plus ancienne partie du château, est probablement construit vers 1330 par Lambert de Dammartin en Goële et en Hesbaye de Warfusée de Harduemont, écuyer, Seigneur de Haultepenne, qui perdit la vie aux côtés de Henri de Dammartin en Goële et en Hesbaye de Warfusée de Hermalle, écuyer puis Chevalier Banneret, Seigneur de Hermalle-sous-Huy, lors de la bataille de Dommartin (guerre des Awans et des Waroux).
Le château sert de refuge à Guillaume de la Marck lors de sa fuite d'Aigremont.
Durant plusieurs siècles, le château appartient à une noble famille flamande, les Berlaymont. Le nom du château est d'ailleurs lié à l'épisode dit de la Furie de Haultepenne, qui voit l'armée de Claude de Berlaymont (1550-1586), seigneur de Haultepenne, assiéger puis ravager Bréda en 1581. La ville accepte de se rendre à la condition qu'il n'y ait pas de mise à sac. Cependant, quand les combats cessent, les soldats de Claude de Berlaymont se déchaînent et ravagent la ville, tuant plus de 500 de ses habitants.
Après les Berlaymont, le château passe aux mains des princes d'Arenberg de 1752 à 1892. À cause de son appartenance à cette famille allemande, le domaine est saisi comme prise de guerre par l'État belge en 1919 et placé sous séquestre jusqu'à son rachat par Antoine France en 1926. Sa fille, épouse Galand, en hérite en 1945. Le monument est classé depuis 1979 et le site est protégé depuis 1984.